# Alexander Horst
Alexander Horst (Viena, 20 de diciembre de 1982) es un deportista austríaco que compite en voleibol, en la modalidad de playa.
Ganó una medalla de plata en el Campeonato Mundial de Vóley Playa de 2017 y dos medallas en el Campeonato Europeo de Vóley Playa, plata en 2009 y bronce en 2014.
Participó en tres Juegos Olímpicos de Verano, ocupando el quinto lugar en Pekín 2008, el 19.º en Londres 2012 y el noveno en Río de Janeiro 2016.

## Palmarés internacional
| Campeonato Mundial | Campeonato Mundial         | Campeonato Mundial | Campeonato Mundial |
| Año                | Lugar                      | Medalla            | Pareja             |
| ------------------ | -------------------------- | ------------------ | ------------------ |
| 2017               | Viena (Austria)            | Medalla de plata   | Clemens Doppler    |
| Campeonato Europeo |                            |                    |                    |
| Año                | Lugar                      | Medalla            | Pareja             |
| 2009               | Sochi (Rusia)              | Medalla de plata   | Florian Gosch      |
| 2014               | Quartu Sant'Elena (Italia) | Medalla de bronce  | Clemens Doppler    |